# 2237 Melnikov
2237 Melnikov (1938 TB) là một tiểu hành tinh vành đai chính được phát hiện ngày 2 tháng 10 năm 1938 bởi Grigory Neujmin ở Simeis.